# BRP Gregorio del Pilar (PS-15)

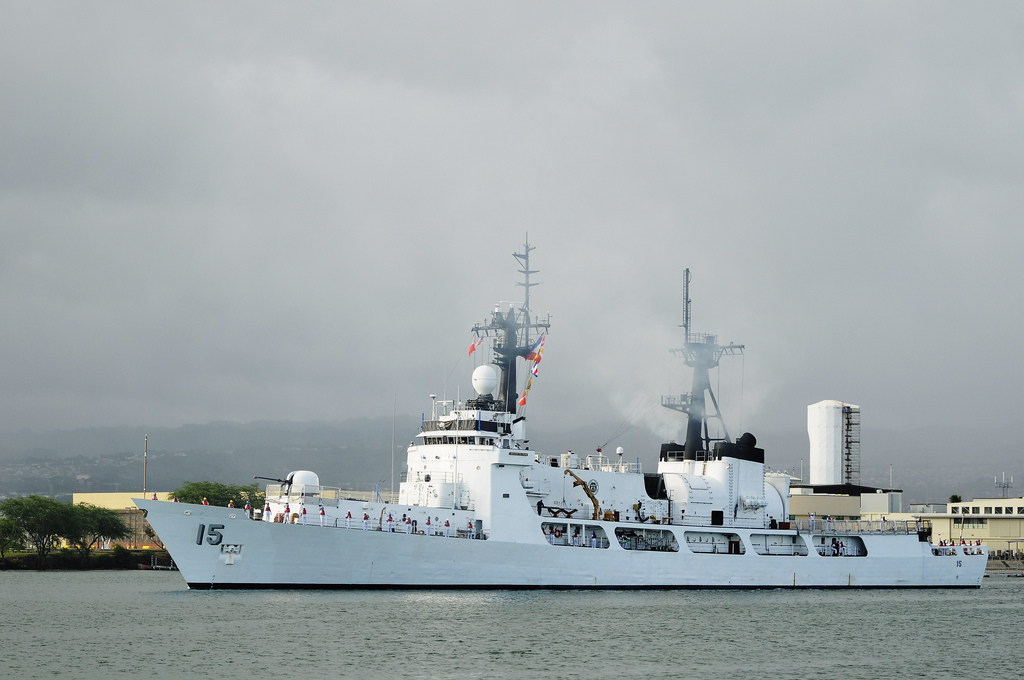
BRP Gregorio del Pilar (PF-15), arrives at Joint Base Pearl Harbor-Hickam during a scheduled port visit. (July 2011)

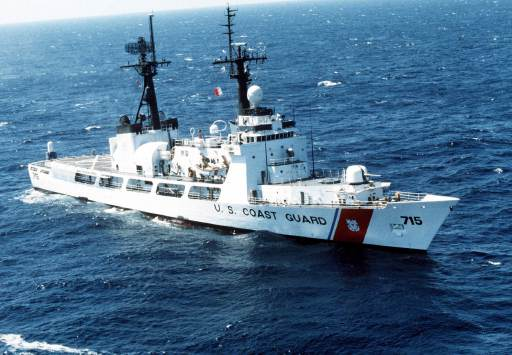
USCGC Hamilton (WHEC-715)

BRP Gregorio del Pilar (PF-15) là một tàu khu trục phục vụ Hải quân Philippines và là chiếc đầu tiên thuộc lớp tàu khu trục cùng tên. Đây cũng là con tàu thứ hai của Hải quân Philippines đặt theo tên Gregorio del Pilar, một nhà cách mạng được biết đến với vai trò quan trọng trong trận Tirad Pass. Đây cũng là một trong số những tàu chiến hiện đại nhất Đông Nam Á.